# بيقية قبرصية
البيقية القبرصية[بحاجة لمصدر] (باللاتينية: Vicia cypria) نوع نباتي يتبع جنس البيقية من الفصيلة البقولية المعروفة بقدرتها على تثبيت النيتروجين الجوي من خلال بكتيريا المستجذرة أو الرايزوبيوم. تعد من الأعشاب حيث تنمو بريًا في كثير من المناطق وفي الحقول الزراعية.

## الموئل والانتشار
موطنه المشرق العربي وقبرص وتركيا. النبات نادر الانتشار.